# Champney's West

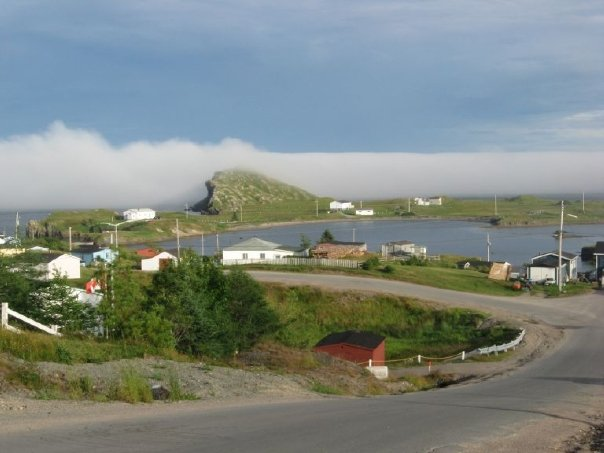
Champney's West

Champney's West est une localité située sur l'île de Terre-Neuve dans la province de Terre-Neuve-et-Labrador au Canada. La population y était de 75 en 2001.

## Annexe